# Nikolai Wassiljewitsch Tschaikowski

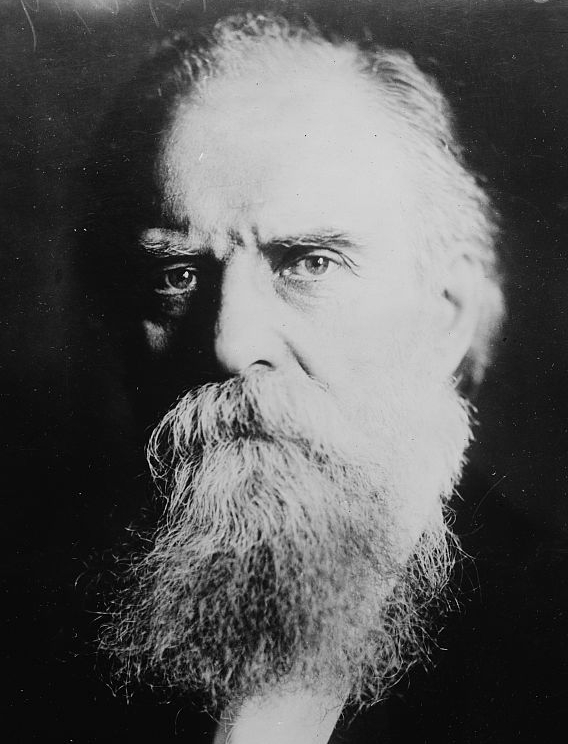
Nikolai Tschaikowski

Nikolai Wassiljewitsch Tschaikowski (russisch Николай Васильевич Чайковский; wissenschaftliche Transliteration Nikolaj Vasil'evič Čajkovskij, * 26. Dezember 1850jul. / 7. Januar 1851greg. in Wjatka; † 30. April 1926 in Harrow, London) war ein russischer Sozialrevolutionär.

## Leben
Nikolai, Spross einer Adelsfamilie, ging 1862 auf das Wjatkaer Gymnasium und wechselte 1864 auf ein Sankt Petersburger. Letzteres absolvierte er 1868 mit Auszeichnung. 1872 schloss Nikolai das Studium der Chemie an der Mathematisch-Naturwissenschaftlichen Fakultät der Universität Petersburg bei Mendelejew und Butlerow ab.
1869, also während des Chemie-Studiums, trat er dem Zirkel des Narodniks Natanson und des Revolutionärs Wassili Michailowitsch Alexandrow bei. Als der Kreis 1871 größer geworden war, wurde dieser als Tschaikowski-Zirkel bekannt. Ebenfalls 1871 saß Nikolai drei Monate im Gefängnis. Nach dem Studium lernte er auf Reisen durch Russland die Donkosaken – genauer die Nekrassow-Kosaken – näher kennen.
1874 emigrierte Nikolai Tschaikowski in die USA und freundete sich dort mit Solowjows Idee vom Gottmenschentum Christi an. In Kansas rief er die Agrarkommune Gottmenschen ins Leben. Dem nicht genug. Nikolai Tschaikowski verdingte sich als ungelernter Fabrikarbeiter, als Schiffszimmermann und als Arbeiter in einer Philadelphiaer Zuckerfabrik. Etwa ein Jahr brachte er bei den New Yorker Shakers zu.
1878 kehrte Nikolai Tschaikowski nach Europa zurück und half in London bei der Gründung des russischsprachigen „Fonds der freien russischen Presse“: Sozialistisches Gedankengut sollte verbreitet werden. 1899 wurde er Mitglied der Agrarsozialistischen Liga. Diese ging spätestens ab 1905 in den Sozialrevolutionären auf. Ende 1905 nahm Nikolai Tschaikowski am 1. Kongress dieser Partei in Finnland teil. In den Jahren 1905 bis 1907 setzte er sich in zwei Aktionen für die Beschaffung von Waffen für die russische Revolution ein. Erstens handelte es sich um die Unternehmung mit dem Dampfschiff John Grafton und zweitens führte eine Reise in der Sache Waffenkauf Nikolai Tschaikowski wieder in die USA.
1907 kehrte Nikolai Tschaikowski ins Gouvernement Perm zurück. Er wollte dort einen Krieg im Stile der Waldbrüder gegen die russische Monarchie entfesseln. Ein Veteran aus dem Sezessionskrieg, den der Sozialrevolutionär aus den Staaten als Berater mitgebracht hatte, fand das Gelände im Ural für einen Guerillakrieg geeignet.

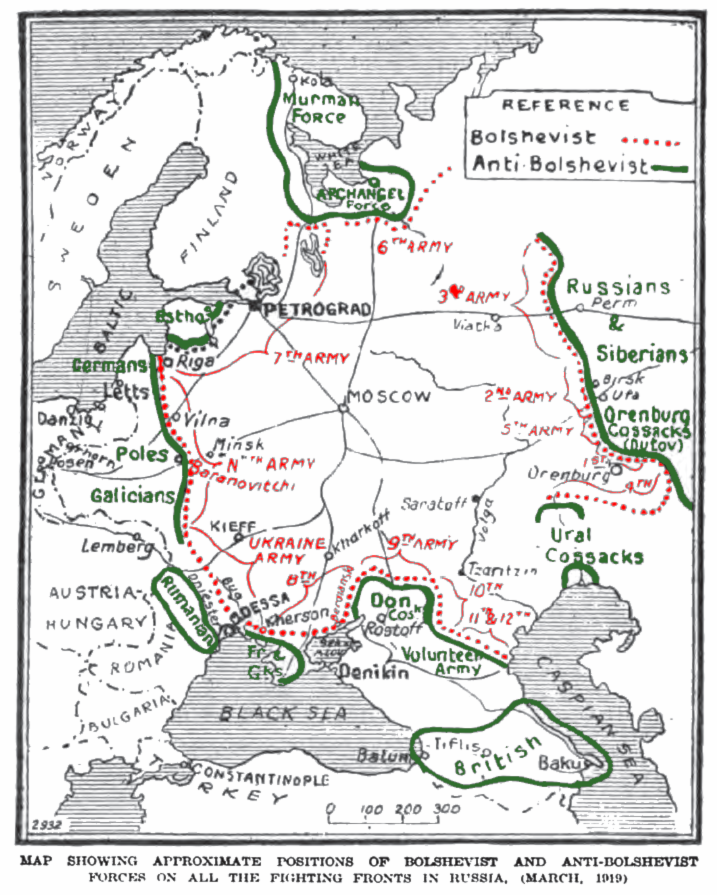
März 1919: Nordrussland um Archangelsk (in der Kartenskizze östlich von Finnland)

Bei dem Versuch, am 22. November 1907 Russland unter dem falschen Namen Nikanor Nikanorow zu verlassen, wurde er festgenommen und in der Peter-und-Paul-Festung gefangengehalten. Am 3. Oktober 1908 wurde er in ein anderes Petersburger Gefängnis verlegt. 1910 endlich kam Nikolai Tschaikowski gegen Kaution frei und durfte fortan als freier Mann in Russland leben. Dort beteiligte er sich an genossenschaftlicher Arbeit, schaffte es bis in die Führungsspitze einer Freimaurerloge und wurde Mitglied der Freien Kaiserlichen Ökonomischen Gesellschaft. 1916–1917 war er in der Allrussischen Städte-Union aktiv. Er war Organisator des 1. Allrussischen Kongresses der Bauerndeputierten.
Nach der Februarrevolution 1917 war Nikolai Tschaikowski im Petrograder Sowjet vertreten. Im Sommer und im Herbst 1917 nahm er in Moskau an zwei von Kerenski initiierten Foren der Provisorischen Regierung teil. Sein Geburtsort Wjatka entsandte ihn in die Russische konstituierende Versammlung.
Während der Oktoberrevolution war Nikolai Tschaikowski ein erbitterter Gegner der siegreichen Bolschewiki. Er war Mitglied des Komitees zur Rettung des Vaterlandes und der Revolution. 1919 stand Nikolai Tschaikowski der Regierung Nordrussland in Archangelsk vor. Ab Mai 1920 lebte er im Londoner Exil. Dort beteiligte er sich bis zu seinem Tode aktiv am gesellschaftlichen Leben der Emigranten.

## Anmerkung
1. ↑  Etwas früher, im Herbst 1902, sucht Leo Trotzki in London Lenin auf. Er erinnert sich ein gutes Vierteljahrhundert später an seine Londoner Begegnung mit Nikolai Tschaikowski: „Damals trat ich auch mit einem Referat in Whitechapel auf, wo ich mit dem Patriarchen der Emigration, Tschaikowski, und dem auch nicht mehr jungen Anarchisten Tscherkesow die Klingen kreuzte. Ich war aufrichtig erstaunt über die kindischen Argumente, mit denen die ehrwürdigen Greise den Marxismus zu zertrümmern versuchten.“ (Trotzki, S. 136, 22. Z.v.o., siehe auch Erste Emigration bei MIA)

| Personendaten    | Personendaten |
| ---------------- | --- |
| NAME             | Tschaikowski, Nikolai Wassiljewitsch |
| ALTERNATIVNAMEN  | Чайковский, Николай Васильевич (russisch); Чайковскій, Н. В. (russisch); Chaĭkovskīĭ, Nikolaĭ Vasilʹevich; Čajkovskij, Nikolaj V.; Čajkovskij, Nikolaj Vasil'evič; Chaikovskii, Nikolai Vasil'evich; Chaĭkovskīĭ, N. V.; Chaĭkovskīĭ, Nikolaĭ Vasilʹevich; Nikanor Nikanorow |
| KURZBESCHREIBUNG | russischer Revolutionär und Politiker |
| GEBURTSDATUM     | 7. Januar 1851 |
| GEBURTSORT       | Wjatka |
| STERBEDATUM      | 30. April 1926 |
| STERBEORT        | Harrow, London |